# سيتيمو روتارو
سيتيمو روتارو عرفت بـ كومونا أو بلدية  مدينة تورينو بمنطقة بيدمونت الإيطالية.

## نبذة
تقع بحوالي 45 كيلومترأو 28 ميل في الشمال الشرقي لتورينو، واستوحت إسمها سيتيمو) بالإيطالية: Settimo - وتعني السابع بمسافة بعيدة من إفريا وتقدر بسبعة أميال رومانية. كما تقع سيتيمو روتارو على حدود البلديات التالية: أزيجليو وكرافينو وبورغو داليه وكوسانو كانافيز.